# Machimus pyrenaicus
Machimus pyrenaicus là một loài ruồi trong họ Asilidae. Machimus pyrenaicus được Becker miêu tả năm 1923. Loài này phân bố ở vùng Cổ Bắc giới.